# Ille
L'Ille è un fiume della Bretagna, affluente della Vilaine, in cui si getta a Rennes, capoluogo del dipartimento dell'Ille-et-Vilaine. La sorgente del fiume si trova a 3 km a nord-est di Dingé, a 6 km a sud-est di Combourg ed ha un corso di 40 km circa con un bacino di 32.000 ha.
L'Ille è unita alla Rance dal canale d'Ille-et-Rance, che collega anche Rennes alla Manica, in cui la Rance si getta a Saint-Malo.
L'Ille attraversa Montreuil-sur-Ille, Betton, e Rennes. Tra Montreuil e Rennes, il fiume è parallelo al canale.